# Pavonia narcissi
Pavonia narcissi är en malvaväxtart som beskrevs av A. Krapovickas. Pavonia narcissi ingår i släktet påfågelsmalvor, och familjen malvaväxter. Inga underarter finns listade i Catalogue of Life.